# Ато-Майор
Ато-Майор (исп. Hato Mayor) — провинция Доминиканской Республики. Была отделена от провинции Эль-Сейбо в 1984 году.

## Муниципалитеты и муниципальные районы
Провинция разделена на три муниципалитета (municipio), а в пределах муниципалитетов — на четыре муниципальных района (distrito municipal — D.M.):
- Ато-Майор-дель-Рей
  - Гуайябо-Дульсе (D.M.)
  - Йерба-Буэна (D.M.)
  - Мата-Паласио (D.M.)
- Сабана-де-ла-Мар
  - Элупина-Кордеро-де-лас-Каньитас (D.M.)
- Эль-Валле

Население по муниципалитетам на 2014 год (сортируемая таблица):
| № | Название            | Общее население | Городское население | Сельское население |
| - | ------------------- | --------------- | ------------------- | ------------------ |
| 1 | Ато-Майор-дель-Рей  | 73 558          | 62 475              | 11 083             |
| 2 | Сабана-де-ла-Мар    | 18 252          | 11 664              | 6588               |
| 3 | Эль-Валле           | 11 222          | 1847                | 9375               |
|   | Провинция Ато-Майор | 103 032         | 75 986              | 27 046             |